# محمدعلی دولتشاهی
محمدعلی میرزا دولتشاهی ملقب به مشکوةالدوله (۱۲۶۳ کرمانشاه - ۲۷ تیر ۱۳۱۳ تهران) وزیر پست و تلگراف ایران و نماینده کرمانشاه در مجلس شورای ملی در دوره رضاشاه پهلوی بود.
پدرش ابراهیم میرزا مشکوةالدوله از نوادگان دولتشاه میرزا فرزند ارشد فتحعلی‌شاه قاجار بود. در کرمانشاه تحصیل کرد و وارد خدمات دولتی شد. پس از به سلطنت رسیدن رضاشاه در دوره ششم مجلس شورای ملی به نمایندگی کرمانشاه برگزیده شد و تا دوره نهم بر این کرسی نشست. همزمان با نمایندگی، در سال ۱۳۱۰ به جای برادرش مجلل‌الدوله پدرزن رضاشاه، رئیس تشریفات داخلی دربار شد تا اینکه در ۲۶ شهریور ۱۳۱۲ در دولت محمدعلی فروغی به سمت وزیر پست و تلگراف منصوب شد اما کمتر از یک سال بعد در ۲۷ تیر ۱۳۱۳ به علت سکته قلبی در دفتر کار خود درگذشت.
محمدعلی میرزا املاک زیادی در کرمانشاه داشت. او داماد هدایت‌قلی هدایت (اعتضادالملک)، برادر ِغلامعلی میرزا (مجلل‌الدوله) و حسنعلی میرزا (معین خلوت) و عموی عصمت دولتشاهی آخرین همسر رضاشاه بود. دخترش مهرانگیز در دوره‌های بیست و یکم و بیست و دوم از نخستین نمایندگان زن در مجلس شورای ملی بود و بعدها نخستین سفیر زن ایران شد و به سفارت ایران در دانمارک رسید که تا زمان انقلاب ۱۳۵۷ در این سمت بود. دختر دیگرش مهین، همسر مظفر فیروز بود.